# 11816 Vasile
11816 Vasile è un asteroide della fascia principale. Scoperto nel 1981, presenta un'orbita caratterizzata da un semiasse maggiore pari a 2,591387 UA e da un'eccentricità di 0,192706, inclinata di 6,773556° rispetto all'eclittica. Ha un diametro di 3,047 km e un'albedo di 0,209.
Fa parte della famiglia di asteroidi Rafita.
Massimiliano Vasile è professore presso l'Università di Strathclyde (Regno Unito) e il suo lavoro comprende la progettazione e l'ottimizzazione delle traiettorie dei voli spaziali.